# Liste von Kraftwerken in Kroatien
Die Kraftwerke in Kroatien werden folgend in Tabellen (mit Kennzahlen) dargestellt.

## Übersicht
Alle Kraftwerke in Kroatien werden vom staatlichen Stromversorger Hrvatska Elektroprivreda betrieben. Die Kraftwerke werden unterteilt in kalorische und Wasserkraftwerke. Insgesamt 26 Wasserkraftwerke produzieren in Kroatien Energie, diese werden jedoch aus Gründen der Übersicht und da einige dieser Kraftwerke sehr klein sind häufig gruppiert und unter einem gemeinsamen Namen betrieben.
Im Jahr 2014 produzierten die Kraftwerke in Kroatien insgesamt 11,246 GWh an elektrischer Energie. Die Verfügbarkeit aller Kraftwerke (ohne Dubrovnik und Plomin) lag im Schnitt bei 97,7 %.

## Kalorische Kraftwerke
| Name des Kraftwerks    | Inst. Leistung (MW) | Brennstoff | Status     |
| ---------------------- | ------------------- | ---------- | ---------- |
| Kraftwerk Jertovec     | 088,0               | Öl, Erdgas | in Betrieb |
| Kraftwerk Osijek       | 089,0               | Öl, Erdgas | in Betrieb |
| Kraftwerk Plomin       | 330,0               | Steinkohle | in Betrieb |
| Kraftwerk Rijeka       | 320,0               | Öl         | in Betrieb |
| Kraftwerk Sisak        | 420,0               | Öl, Erdgas | in Betrieb |
| Kraftwerk Zagreb TE-TO | 328,0               | Öl, Erdgas | in Betrieb |
| Kraftwerk Zagreb EL-TO | 086,8               | Öl, Erdgas | in Betrieb |

## Wasserkraftwerke
| Name des Kraftwerks           | Inst. Leistung (MW) | Fluss              | Status     |
| ----------------------------- | ------------------- | ------------------ | ---------- |
| Wasserkraftwerk Čakovec       | 076,0               | Drau               | in Betrieb |
| Wasserkraftwerk Đale          | 040,8               | Cetina             | in Betrieb |
| Wasserkraftwerk Dubrava       | 076,0               | Drau               | in Betrieb |
| Wasserkraftwerk Dubrovnik     | 216,0               | Trebišnjica        | in Betrieb |
| Wasserkraftwerk Gojak         | 055,5               | Dobra              | in Betrieb |
| Wasserkraftwerk Kraljevac     | 046,4               | Cetina             | in Betrieb |
| Wasserkraftwerk Lešće         | 042,3               | Dobra              | in Betrieb |
| Wasserkraftwerk Orlovac       | 249,0               | Ruda               | in Betrieb |
| Wasserkraftwerk Osalj         | 05,5                | Kupa               | in Betrieb |
| Wasserkraftwerk Peruća        | 060,0               | Cetina             | in Betrieb |
| Wasserkraftwerk Rijeka        | 036,8               | Rječina            | in Betrieb |
| Wasserkraftwerk Senj          | 216,0               | Gacka              | in Betrieb |
| Wasserkraftwerk Varaždin      | 094,0               | Drau               | in Betrieb |
| Pumpspeicherkraftwerk Velebit | 276,0               | Zrmanja            | in Betrieb |
| Wasserkraftwerk Vinodol       | 094,5               | Lokvarka & Ličanka | in Betrieb |
| Wasserkraftwerk Zakučac       | 486,0               | Cetina             | in Betrieb |

## Windenergieanlagen
Ende 2024 waren in Kroatien Windkraftanlagen mit einer installierten Gesamtleistung von 1.303 MW in Betrieb. Frühere Leistungen waren 2018: 583 MW, 2019: 652 MW, 2020: 803 MW, 2021: 990 MW, 2022: 1.100 MW und 2023: 1.256 MW. 2024 lieferten sie 14 % des Strombedarfs (2019: 8 %, 2020: 10 %, 2021: 11 %, 2022: 13 %, 2023: 14 %).